# Le Peletier (métro de Paris)
Pour les articles homonymes, voir Le Peletier.
Le Peletier est une station de la ligne 7 du métro de Paris, située dans le 9e arrondissement de Paris.

## Situation
La station est implantée sous la rue La Fayette, entre la rue de la Victoire et la rue Le Peletier. Orientée selon un axe nord-est/sud-ouest, elle s'intercale entre les stations Cadet et Chaussée d'Antin - La Fayette, tout en étant géographiquement très proche de la station Notre-Dame-de-Lorette sur la ligne 12. En direction de Mairie d'Ivry et Villejuif - Louis Aragon, elle est précédée d'une voie d'évitement en impasse, raccordée en talon.

## Histoire
La station est ouverte le 6 juin 1911, soit sept mois après la mise en service du premier tronçon de la ligne 7 entre Opéra et Porte de la Villette. Jusqu'alors, les trains la traversaient sans y marquer l'arrêt.
Elle doit sa dénomination à sa proximité avec la rue Le Peletier, laquelle rend hommage à Louis Le Peletier de Mortefontaine (1730-1799), avant-dernier prévôt des marchands de Paris, de 1784 à 1789.
Dans le cadre du programme « Renouveau du métro » de la RATP, les quais de la station sont rénovés en 2005, de même que les couloirs d'accès le 28 juillet 2006.

### Fréquentation
Selon les estimations de la RATP, la station a vu entrer, 2 451 509 voyageurs en 2019, ce qui la place à la 211e position des stations de métro pour sa fréquentation sur 302,. En 2020, avec la crise du Covid-19, son trafic annuel tombe à 1 203 233 voyageurs, la reléguant alors au 216e rang, avant de remonter progressivement en 2021 avec 1 677 832 entrants comptabilisés, ce qui la classe à la 212e position des stations du réseau pour sa fréquentation.

## Services aux voyageurs

### Accès

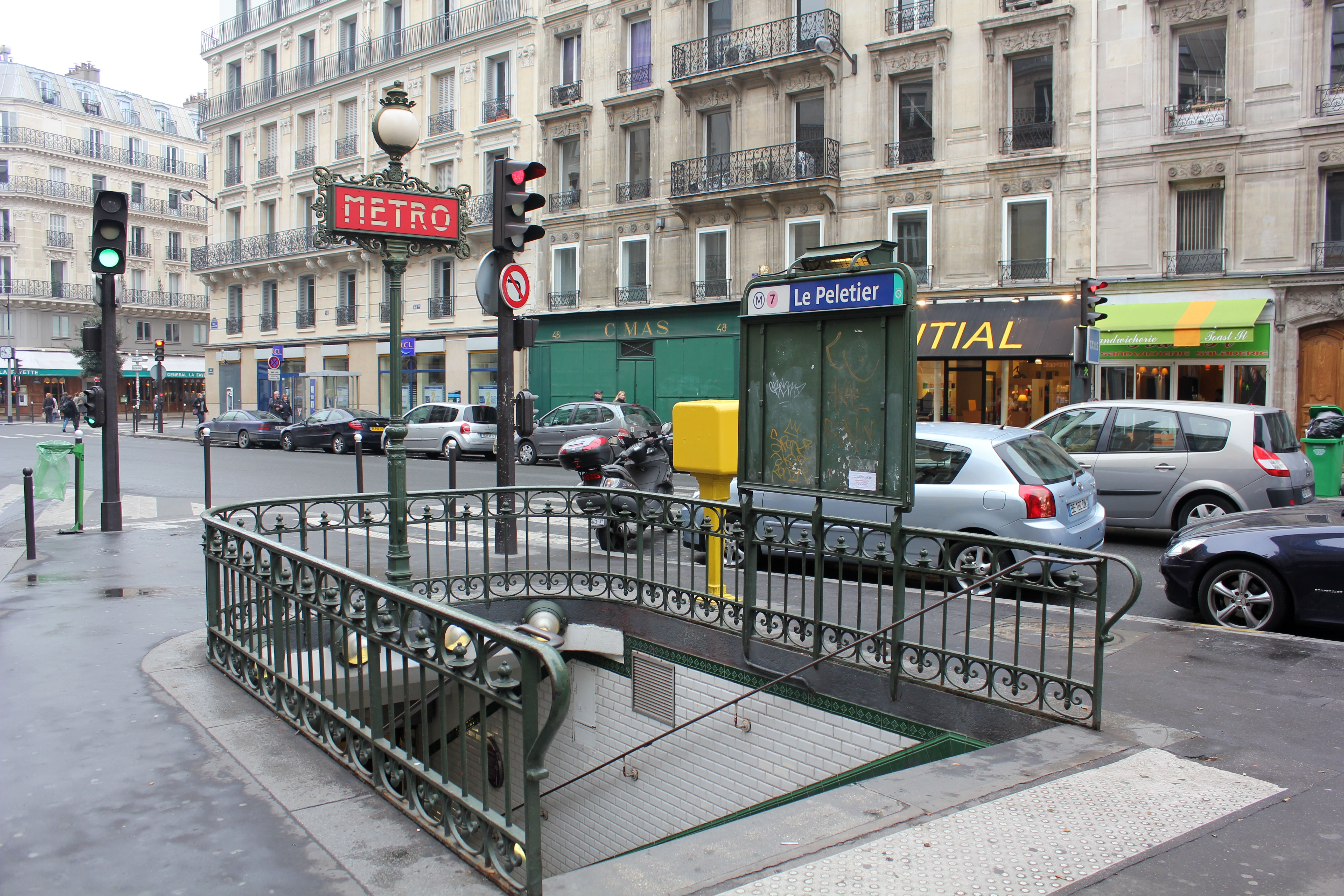
L'entrée de la station.

La station dispose d'un unique accès débouchant à l'angle formé par la rue La Fayette (au droit du no 43 et la rue de la Victoire (à proximité du no 1). Constitué d'un escalier fixe, il est orné d'un des rares candélabres Val d'Osne du réseau (lequel présente également la particularité d'être situé à l'arrière de la trémie) ainsi que d'une balustrade dans un style particulier.

### Quais
Le Peletier est une station de configuration standard : elle possède deux quais, d'une longueur de 75 mètres, séparés par les voies du métro situés au centre et la voûte est elliptique. La décoration est du style utilisé pour la majorité des stations du métro : les bandeaux d'éclairage sont blancs et arrondis dans le style « Gaudin » du renouveau du métro des années 2000, et les carreaux en céramique blancs biseautés recouvrent les piédroits, la voûte ainsi que les tympans. Les cadres publicitaires sont en céramique blanche et le nom de la station est inscrit en police de caractères Parisine sur des plaques émaillées. Les sièges de style « Akiko » sont de couleur cyan.

### Intermodalité
La station est desservie par les lignes 26, 32, 40, 43, 74 et 85 du réseau de bus RATP.
En outre, il est possible de rejoindre par la voie publique la station Notre-Dame-de-Lorette de la ligne 12, géographiquement très proche. Cette correspondance n'est toutefois pas systématiquement indiquée à bord des rames ou dans les stations des deux lignes.

## À proximité
- Grande synagogue de Paris